# Saltos ornamentais no Campeonato Europeu de Esportes Aquáticos de 2012 - Evento por equipe
A prova do evento por equipe dos saltos ornamentais no Campeonato Europeu de Esportes Aquáticos de 2012 foi realizada no dia 15 de maio em Eindhoven nos Países Baixos. 

## Calendário
| Fase  | Data       | Hora  |
| ----- | ---------- | ----- |
| Final | 15 de maio | 19:30 |

Todos os horários estão no horário local (UTC+1)

## Medalhistas
| Ouro                                     | Prata                                       | Bronze                                     |
| França · Audrey Labeau · Matthieu Rosset | Ucrânia · Olena Fedorova · Oleksandr Bondar | Rússia · Nadezhda Bazhina · Artem Chesakov |

## Resultados
Esses foram os resultados da competição.
| Pos.              | Saltador                        | Nacionalidade | Final  | Final |
| Pos.              | Saltador                        | Nacionalidade | Pontos | Pos.  |
| ----------------- | ------------------------------- | ------------- | ------ | ----- |
| Medalha de ouro   | Audrey Labeau Matthieu Rosset   | França        | 416.50 | 1     |
| Medalha de prata  | Olena Fedorova Oleksandr Bondar | Ucrânia       | 387.85 | 2     |
| Medalha de bronze | Nadezda Bazhina Artem Chesakov  | Rússia        | 384.30 | 3     |
| 4                 | Nora Subschinski Sascha Klein   | Alemanha      | 378.35 | 4     |
| 5                 | Alena Khamulkina Vadim Kaptur   | Bielorrússia  | 340.30 | 5     |
| 6                 | Rebecca Gallantree Thomas Daley | Reino Unido   | 327.90 | 6     |
| 7                 | Noemi Batki Michele Benedetti   | Itália        | 325.85 | 7     |
| 8                 | Cindy Hertogs Joey van Etten    | Países Baixos | 307.90 | 8     |